# フローマップ

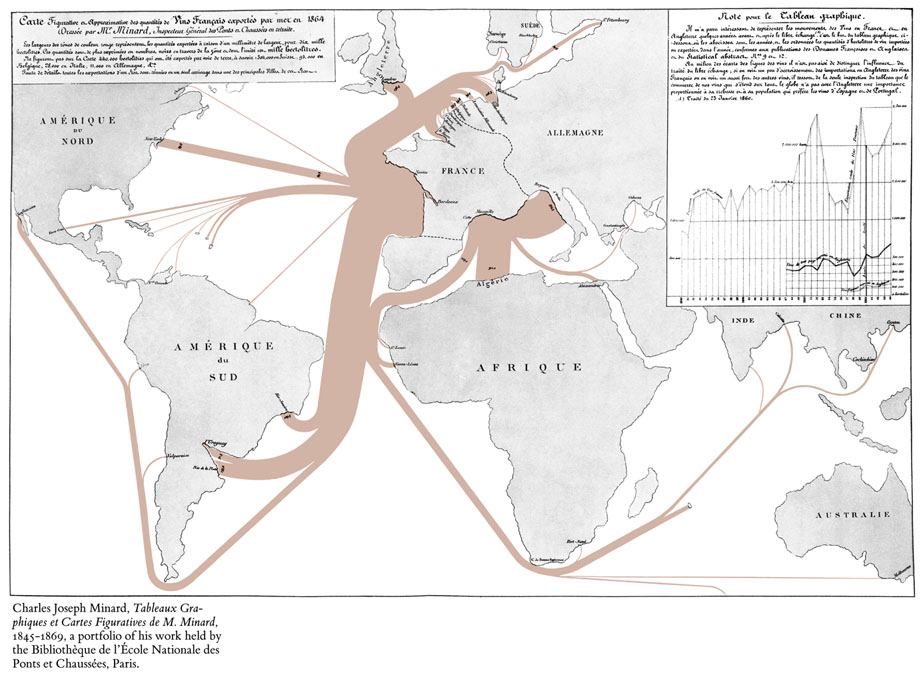
1864年のフランス産ワイン輸出先

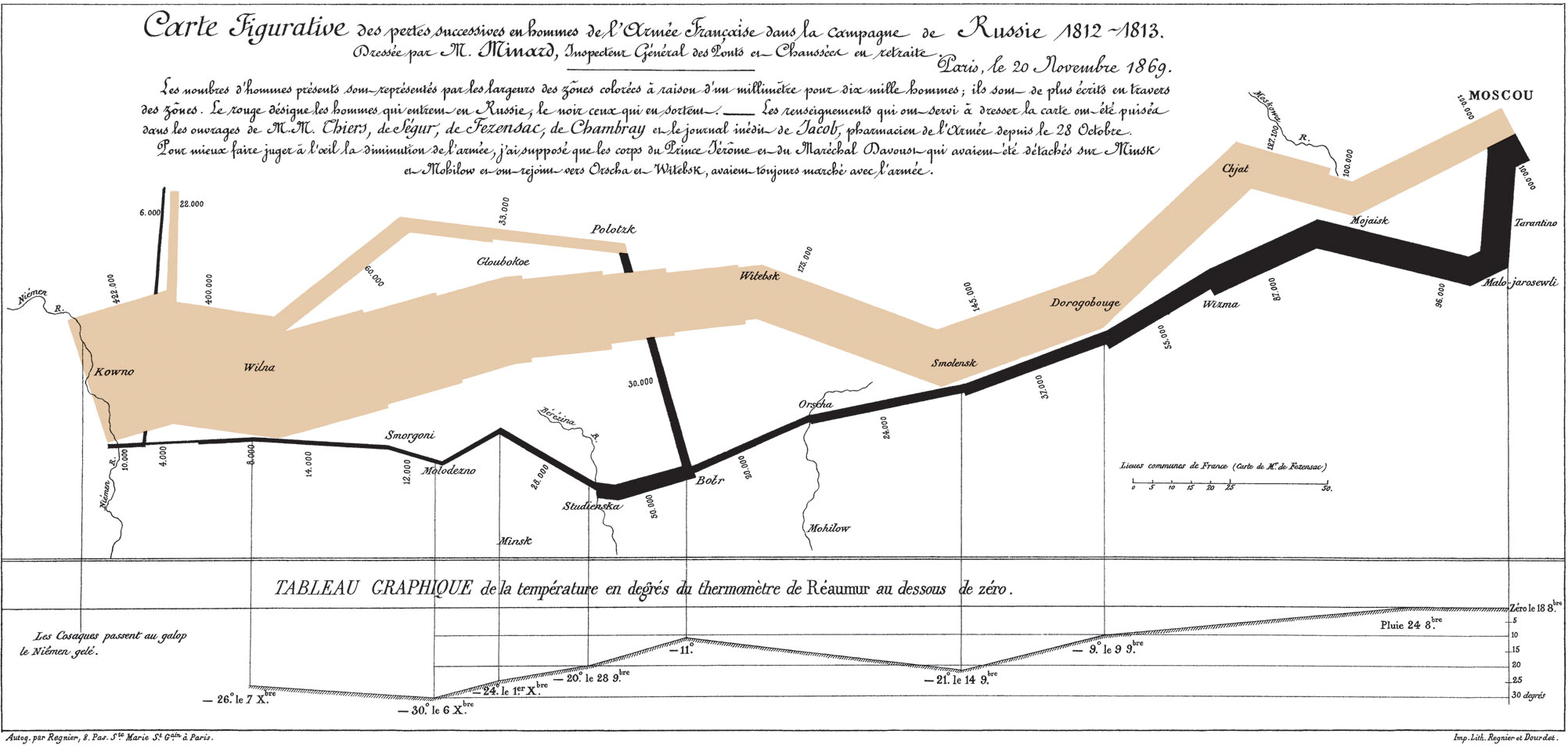
ナポレオン・ボナパルトの1812年ロシア戦役

フローマップは地図とフローチャートを組み合わせて、貿易量やネットワークのパケット流量、移住人口量など地域間の特定対象の移動量を表す地図である。
ハリスによると、人口、製品、天然資源、天候などの有形物から、才能、ノウハウ、のれんの信用などの無形物まで、ほぼ全ての流量を表せるとしている。
経路図とは対照的に迂回路がほとんど存在せず、移動対象や移動の方向性、終着点、流量、動態などが表される。